# Гартленд (Нью-Йорк)
Гартленд (англ. Hartland) — місто (англ. town) в США, в окрузі Ніагара штату Нью-Йорк. Населення — 3874 особи (2020).

## Демографія
Згідно з переписом 2010 року, у місті мешкало 4117 осіб у 1561 домогосподарстві у складі 1142 родин. Було 1647 помешкань
Расовий склад населення:
| - 97,1 % — білих - 0,7 % — корінних американців - 0,3 % — чорних або афроамериканців - 0,3 % — азіатів |

До двох чи більше рас належало 1,0 %. Частка іспаномовних становила 1,8 % від усіх жителів.
За віковим діапазоном населення розподілялося таким чином: 24,0 % — особи молодші 18 років, 62,4 % — особи у віці 18—64 років, 13,6 % — особи у віці 65 років та старші. Медіана віку мешканця становила 42,4 року. На 100 осіб жіночої статі у місті припадало 103,7 чоловіків;  на 100 жінок у віці від 18 років та старших — 104,0 чоловіків також старших 18 років.
Середній дохід на одне домашнє господарство  становив 62 976 доларів США (медіана — 56 801), а середній дохід на одну сім'ю — 72 956 доларів (медіана — 70 543). Медіана доходів становила 51 994 долари для чоловіків та 36 707 доларів для жінок. За межею бідності перебувало 10,1 % осіб, у тому числі 11,0 % дітей у віці до 18 років та 4,4 % осіб у віці 65 років та старших.
Цивільне працевлаштоване населення становило 1863 особи. Основні галузі зайнятості: виробництво — 19,9 %, освіта, охорона здоров'я та соціальна допомога — 19,6 %, роздрібна торгівля — 12,9 %, будівництво — 7,6 %.